# 브라이어니 비헤츠
브라이어니 비헤츠(영어: Briony Behets, 1952년~)는 오스트레일리아의 배우이다.

## 출연 작품
- 헐리웃과 맞장뜨기: 호주 B무비의 세계 (2008년)
- 롱 위크엔드 (1978년)
- 마피아 결투 (1974년)
- 나이트 오브 피어 (1972년)

### 텔레비전
- 프리즈너 (1979, Prisoner) - 수전 라이스 역